# Trường cyclotomic
Trong lý thuyết số, trường cyclotomic là trường số có được bằng cách mở rộng thêm căn đơn vị phức cho Q là trường các số hữu tỉ.
Trừong cyclotomic đóng vai trò quan trọng trong phát triển đại số hiện đại và lý thuyết số bởi quan hệ của nó với định lý lớn Fermat. Fermat dùng nó trong quá trình nghiên cứu các phép tính trong các trường cho số nguyên tố n) – và chính xác hơn thì, do không thể phân tích duy nhất trong các vành nguyên .

## Định nghĩa
Với n ≥ 1, đặt ζn = e2πi/n ∈ C; là căn đơn vị nguyên thủy thứ n.  Trường cyclotomic thứ n là mở rộng Q(ζn) của Q sinh bởi ζn.

## Tính chất
- Đa thức cyclotomic thứ n

{\displaystyle \Phi _{n}(x)=\!\!\!\prod _{\stackrel {1\leq k\leq n}{\gcd(k,n)=1}}\!\!\!\left(x-e^{2\pi ik/n}\right)=\!\!\!\prod _{\stackrel {1\leq k\leq n}{\gcd(k,n)=1}}\!\!\!(x-{\zeta _{n}}^{k})}
không phân tích được, nên nó là đa thức tối tiểu của ζn trên Q.
- Liên hợp của ζn trong C cũng là căn đơn vị nguyên thủy thứ n: ζk
n với 1 ≤ k ≤ n và gcd(k, n) = 1.
- Bậc của Q(ζn) là [Q(ζn) : Q] = deg Φn = φ(n), với φ là hàm phi Euler.
- Các nghiệm của xn − 1 là lũy thừa của ζn, nên Q(ζn) là trường phân rã của xn − 1 (hoặc của Φ(x)) trên Q.
- Do đó, Q(ζn) là mở rộng Galois của Q.
- Nhóm Galois {\displaystyle \operatorname {Gal} (\mathbf {Q} (\zeta _{n})/\mathbf {Q} )} đẳng cấu tự nhiên với nhóm nhân {\displaystyle (\mathbf {Z} /n\mathbf {Z} )^{\times }}, bao gồm các giá trị dư khả nghịch modulo n, tức là các giá trị a mod n với 1 ≤ a ≤ n và gcd(a, n) = 1.  Phép đẳng cấu biến mỗi {\displaystyle \sigma \in \operatorname {Gal} (\mathbf {Q} (\zeta _{n})/\mathbf {Q} )} thành a mod n, với a là số nguyên sao cho σ(ζn) = ζa
n.
- Vành số nguyên của Q(ζn) là Z[ζn].
- Với n > 2, biệt thức của mở rộng Q(ζn) / Q là:[1]

{\displaystyle (-1)^{\varphi (n)/2}\,{\frac {n^{\varphi (n)}}{\displaystyle \prod _{p|n}p^{\varphi (n)/(p-1)}}}.}